# Liste des maires de Carbonne
La liste des maires de Carbonne présente la liste des maires de la commune française de Carbonne, située dans le département de la Haute-Garonne en région Occitanie.

## Liste des consuls
Consuls de Carbonne (de 1271 à 1790)
- 1271 : Bernardus de Columbariis, Benedictus de Cantaluppo, Guilhelmus Canaverius, Johannes Strumati, consuls.
- 1325 : Ademar de Cantaluppo, Guillaume de Hospitali, consuls.
- 1341 : Pierre de Constaneico, Raymond de Barrera, consuls.
- 1494 : Jehan Auriolle, Jehan Delisle, Pierre Degauses, Mondin Duchau
- 1560-1571 : Jehan de Rieu, Jehan Marrast, Jehan Tremolet, Ramond Auriol, Bernard de Saint-Gaudens, Pierre Ducassé, Antoine la Rüe, Bernard Auzas, Pierre Touzet, Ramond Molas, Jehan Corrège, Claverie, Mondin Descaillaux, Jehan Duron, Jehan Ducassé, consuls.
- 1585 : Bernard Ranson
- 1595 : Marc Molas
- 1596 : Jean Picolle
- 1597 : Augé Labernadie
- 1598 : Bernard Ranson, Guiraud de Saint-Gaudens, avocat.
- 1599 : Jean Projean, sera député de la Haute-Garonne à la Convention.
- 1600 : Claude de Laborde
- 1603 : Pierre Lahille
- 1604 : Jean Ducassé
- 1605 : Jean Labernadie
- 1606 : Jean Dumont, Pierre Rouquet
- 1608 : Bernard de Saint-Gaudens
- 1609 : Marc Molas
- 1611 : Laveran
- 1612 : Bernard Cazeneuve
- 1613 : Pierre Deprat
- 1616 : Arnaud Laveran
- 1618 : Bernard Laveran
- 1622 : Antoine Labant
- 1629 : Labernadie
- 1639 : Jean Dufaur de Beaumont
- 1649 : Pierre Mercadié
- 1650 : Bernard Julia
- 1651 : Jean Dufaur de Beaumont
- 1652 : Pierre Raffanel
- 1653 : Bernard Dupau
- 1654 : Bernard Julia
- 1655 : Bertrand Bernadet
- 1656 : Marc Moustin
- 1657 : Guillaume Lagarde, Gérard Surville
- 1658 : Jean Dutil
- 1659 : Jean Dupau
- 1660 : Bernard Projean
- 1661 : Jean-Jacques Pedeberdot
- 1662 : Arnaud Bertan
- 1663 : Jean Dupau
- 1664 : Bernard Laveran
- 1665 : Bernard Projean
- 1666 : Jean Dehoey,Docteur en Médecine
- 1667 : Jean Dutil
- 1668 : Pierre Raffanel
- 1669 : Arnaud Bertran, l'élection est annulée et Bernard Laveran, le remplace
- 1670 : Jean Dupuy
- 1671 : Raymond Surville
- 1672 : Jean Dutil
- 1673 : Bernard Dasque
- 1674-1675 : Jean Laveran
- 1676 : Jean Bousso
- 1677 : Bernard Dasque
- 1678-1679 : Raimond Surville
- 1680-1681 : noble Jean Dutil
- 1682 : Jean Campario
- 1683 : Jacques Dupau
- 1684 : Jean-Jacques de Pedeberdor
- 1685-1686 : noble Jean Dutil
- 1692 : Raimond Milhat
- 1700 : Raimond Surville
- 1701-1704 : Étienne Raffanel
- 1707 : Jean Boussac
- 1710 : Bernard Laveran
- 1711 : Charles Campario
- 1712 : noble Pierre d'Auriol sieur de Touttens
- 1715 : Jean Escale
- 1718-1719 : Pierre, Charles Dupau
- 1725 : Pierre, CharlesDupau
- 1726-1728 : Pierre Mehé
- 1730 : Félix Fauresse
- 1732 : Jacques Picolle, notaire. À partir de 1733 création des offices municipaux et de la charge de Maire qui peut-être achetée.
- 1734-1735 : Bernard Pons
- 1736 : François Trémoulet
- 1737-1747 : Jean Ricard habitant Montpellier avait acheté la charge de Maire mais ne vint jamais à Carbonne Les offices de Premier consul sont achetés par la bourgeoisie Carbonnaise.
- 1738 : Jacques Picolle, notaire.
- 1739 : Arnaud, François Villeneuve
- 1740 : Paul Dehoey
- 1741 : Charles Dupau
- 1742-1746 : Jean-Étienne Projean, achète la charge 1025 livres, consul de 1re échelle ancien et mitriennal
- 1743-1745 : Jean Dupau
- 1746-1747 : Pierre Dupau
- 1748-1749 : Jean-Étienne Projean
- 1751 : Louis Belpuech de Burgas, habitant Montpellier, maire ancien mitriennal.
- 1752 : Pierre Dupau
- 1755 : Jean-Étienne Projean
- 1756 : Jacques Picolle
- 1757 : Jean-Étienne Projean, Jacques Picolle
- 1758-1759 : Jacques Dupau
- 1760 : Jean Boussac
- 1760-1761 : Jean-Étienne Projean
- 1762 : Louis Belpuech de Burgas, Jacques Picolle
- 1763 : Jean-Étienne Projean
- 1764 : Jacques Dupau
- 1767 : Jean-François Dasque
- 1768 : Simon, Théodose Dehoey
- 1769 : Pierre Dupau, refuse la place de 1er consul et est remplacé par Baron
- 1770 : Bernard Bonny
- 1771 : Simon, Théodose Dehoey
- 1775, le premier consul reçoit le titre de maire et est élu pour 4 ans.
- 1775 : Bernard Picolle
- 1778 : Simon, Théodose Dehoey
- 1782 : Pierre, Charles Dupau
- 1784 : Joseph-Étienne Projean, (1752-1818), avocat à la Cour du Parlement de Toulouse, fut élu maire de Carbonne en 1784. En 1791, il fut député de la Haute-Garonne à l'Assemblée législative dans la majorité réformatrice puis fut élu en 1792 à la Convention. Il vota la mort du Roi avec sursis.
- 1788-1789 : Jean, Guillaume, Simon, Marie de Boussac, avocat au Parlement de Toulouse.

## Liste des maires

### Entre 1790 et 1944
| Période    | Période   | Identité                                 | Étiquette          | Qualité                                                                                             |
| ---------- | --------- | ---------------------------------------- | ------------------ | --------------------------------------------------------------------------------------------------- |
| 1790       | 1792      | Jean-Pierre Dupau-Pradelle               |                    | |
| 1792       | 1793      | Joseph, Étienne Dehoey                   |                    | |
| 1793       | 1795      | Jean Piboul                              |                    | |
| 1795       | 1797      | Guillaume Dehoey                         |                    | |
| 1797       | 1799      | Ainé Duos                                |                    | |
| 1799       | 1803      | Jean, Guillaume, Simon, Marie de Boussac |                    | |
| 1803       | 1807      | Bernard Picolle                          |                    | |
| 1807       | 1815      | Jean-Jacques Laveran                     |                    | |
| 1815       | 1816      | Claude, François de Lampinet             |                    | |
| 1816       | 1825      | Auguste de Sicard                        |                    | |
| 1825       | 1830      | Théodose Dehoey                          |                    | |
| 1830       | 1830      | Jean Daurie                              |                    | |
| 1830       | 1833      | Bernard Benaben                          |                    | |
| 1833       | 1846      | Jacques, François, Alexis Laveran        |                    | |
| 1846       | 1848      | Théodose Dehoey                          |                    | |
| 1848       | 1849      | Charles Duos                             |                    | |
| 1849       | 1851      | Léopold Duos                             |                    | |
| 1851       | 1868      | Robert de Lagarrigue                     |                    | |
| 1868       | 1870      | Léopold Duos                             |                    | |
| 1871       | 1874      | Pierre Bourgal                           |                    | |
| 1874       | 1876      | Eugène Castres                           |                    | |
| 1876       | 1878      | François Bénac                           |                    | |
| 1878       | 1896      | Georges Gaston                           | Rad.               | Propriétaire Conseiller général de Carbonne (1892 → 1900) Conseiller d'arrondissement (1880 → 1892) |
| 1896       | 1903      | François Bénac                           |                    | |
| 1903       | 1920      | Louis Doméjean (1854-1920)               | Républicain rallié | Propriétaire Conseiller général de Carbonne (1900 → 1919)                                           |
| 1920       | 1934      | Mathieu Letrenne                         |                    | |
| 5 mai 1934 | juin 1941 | Pierre Marty                             | SFIO               | Responsable agricole                                                                                |
| 1941       | 1943      | Bernard Siadoux                          |                    | Ancien gouverneur de la Guyane française                                                            |
| 1943       | 1944      | René Dedieu                              |                    | Président de la délégation spéciale                                                                 |

### Depuis 1944
Depuis la Libération, six maires se sont succédé à la tête de la commune.
| Période      | Période      | Identité                    | Étiquette | Qualité |
| ------------ | ------------ | --------------------------- | --------- | --- |
| août 1944    | 28 juin 1958 | Pierre Marty                | SFIO      | Agriculteur propriétaire Sénateur de la Haute-Garonne (1948 → 1958) Conseiller général de Carbonne (1947-1958)                                                                                      |
| 1958         | 1974         | Henri Chanfreau (1907-1974) |           | |
| 1974         | mars 1977    | Louis Manaud                |           | |
| mars 1977    | 17 août 2013 | Guy Hellé (1936-2013)       | PS        | Commerçant retraité Président de la CC du Volvestre (1994 → 2013) Président de l’association des maires de la Haute-Garonne (? → 2008) Vice-président du CDG de la Haute-Garonne Décédé en fonction |
| 30 août 2013 | 26 mai 2020  | Bernard Bros                | PS        | Médecin généraliste Réélu en 2014 |
| 26 mai 2020  | En cours     | Denis Turrel                | PS        | Directeur d’institution, ancien premier adjoint Président de la CC du Volvestre (2017 → ) |

## Conseil municipal actuel
Les 29 sièges composant le conseil municipal ont été pourvus le 15 mars 2020 lors du premier tour de scrutin. Actuellement, il est réparti comme suit : 

## Résultats des élections municipales

### Élection municipale de 2020
|                        | Denis Turrel | PS          | 1 082 | 100,00 | 29 | 9 |  |  |
| Ensemble pour Carbonne |              |             | 1 082 | 100,00 | 29 | 9 |  |  |
|                        |              |             |       |        |    |   |  |  |
| Inscrits               | Inscrits     | Inscrits    | 4 400 | 100,00 |    |   |  |  |
| Abstentions            | Abstentions  | Abstentions | 3 051 | 69,34  |    |   |  |  |
| Votants                | Votants      | Votants     | 1 349 | 30,66  |    |   |  |  |
| Blancs                 | Blancs       | Blancs      | 129   | 9,56   |    |   |  |  |
| Nuls                   | Nuls         | Nuls        | 138   | 10,23  |    |   |  |  |
| Exprimés               | Exprimés     | Exprimés    | 1 082 | 80,21  |    |   |  |  |

### Élection municipale de 2014
|                          | Bernard Bros * | PS             | 1 374 | 56,68  | 23 | 8 |  |  |
| Ensemble pour Carbonne   |                |                | 1 374 | 56,68  | 23 | 8 |  |  |
|                          | Robert Michel  | SE             | 1 050 | 43,31  | 6  | 2 |  |  |
| Carbonne demain          |                |                | 1 050 | 43,31  | 6  | 2 |  |  |
|                          |                |                |       |        |    |   |  |  |
| Inscrits                 | Inscrits       | Inscrits       | 4 073 | 100,00 |    |   |  |  |
| Abstentions              | Abstentions    | Abstentions    | 1 479 | 36,31  |    |   |  |  |
| Votants                  | Votants        | Votants        | 2 594 | 63,69  |    |   |  |  |
| Blancs et nuls           | Blancs et nuls | Blancs et nuls | 170   | 6,55   |    |   |  |  |
| Exprimés                 | Exprimés       | Exprimés       | 2 424 | 93,45  |    |   |  |  |
| * Liste du maire sortant |                |                |       |        |    |   |  |  |

### Élection municipale de 2008
|                          | Guy Hellé *    | PS             | 1 652 | 67,70  | 23 |  |  |  |
| Ensemble pour Carbonne   |                |                | 1 652 | 67,70  | 23 |  |  |  |
|                          | Bernard Benac  | DVD (Maj.)     | 788   | 32,30  | 4  |  |  |  |
| Carbonne ma ville        |                |                | 788   | 32,30  | 4  |  |  |  |
|                          |                |                |       |        |    |  |  |  |
| Inscrits                 | Inscrits       | Inscrits       | 3 621 | 100,00 |    |  |  |  |
| Abstentions              | Abstentions    | Abstentions    | 1 036 | 28,61  |    |  |  |  |
| Votants                  | Votants        | Votants        | 2 585 | 71,39  |    |  |  |  |
| Blancs ou nuls           | Blancs ou nuls | Blancs ou nuls | 145   | 5,61   |    |  |  |  |
| Exprimés                 | Exprimés       | Exprimés       | 2 440 | 94,39  |    |  |  |  |
| * Liste du maire sortant |                |                |       |        |    |  |  |  |